# Manolito Simonet
Pour les articles homonymes, voir Manolito et Simonet.
Manolito Simonet, ou Manuel Perfecto « Manolo » Simonet Pérez, est un musicien cubain. Il forme son propre groupe, Manolito y su Trabuco, en 1993.

## Biographie
Né à Camaguey[Quand ?], il apprend la percussion dans la rue, à l'âge de 5-6 ans, puis le tres (la petite guitare cubaine faite de trois cordes doubles) en regardant jouer un de ses oncles avant de passer à la guitare et à la basse, ainsi qu'au piano, en prenant des cours particuliers.
Au début des années 1980, il est tresero et pianiste au sein des groupes Lágrimas Negras de Camaguey et Inspiración (devenu Tínima). C'est avec la Orquesta Maravillas de Florida qu'il se fait connaitre, notamment à La Havane.
Manolito débauche quelques-uns des musiciens de ce groupe en 1993 pour former son propre groupe, Manolito y su Trabuco.
L'émission Mi salsa, presque autant suivie à la télévision cubaine que les populaires telenovelas, le sacre meilleur nouveau groupe en 1994.
Auteur de nombreux tubes, Manolito y su trabuco pratiquent un savant mélange de musique traditionnelle cubaine et d'harmonies plus contemporaines (rassemblant ainsi deux générations) et mélangent différents genres tels que : guaracha, boléro, cha-cha-cha, danzón, timba…

## Autres activités
Jury des Latin Grammy Awards de 2001 à 2004.

## Discographie

### Participations
- El Aguila pour Víctor Manuelle
- El Diablo colorao pour Puerto Rican Power
- Todavía no, Amor ciego, En mi Puertorro (adaptation de Locos Por Mi Habana) et Sacude La Mata pour Andy Montáñez